# Kabinet-Uno
Het kabinet–Uno (Japans: 宇野内閣) was de regering van het Keizerrijk Japan van 3 juni 1989 tot 10 augustus 1989.

## Kabinet–Uno (1989)
| Ambtsbekleder                                                | Ambtsbekleder     | Ambtsbekleder                            | Functie                                        | Ambtstermijn     | Ambtstermijn     | Partij |
| ------------------------------------------------------------ | ----------------- | ---------------------------------------- | ---------------------------------------------- | ---------------- | ---------------- | ------ |
|                                                              | Sosuke Uno        | Sosuke Uno 宇野宗佑 (1922–1998)          | Premier                                        | 3 juni 1989      | 10 augustus 1989 | LDP    |
|                                                              | Masajuro Shiokawa | Masajuro Shiokawa 塩川正十郎 (1921–2015) | Secretaris- generaal                           | 3 juni 1989      | 10 augustus 1989 | LDP    |
|                                                              |                   | Shigenobu Sakano 坂野重信 (1917–2002)    | Minister van Binnenlandse Zaken                | 28 december 1988 | 10 augustus 1989 | LDP    |
| Voorzitter van de Commissie voor Openbare Orde en Veiligheid |                   | Shigenobu Sakano 坂野重信 (1917–2002)    |                                                | 28 december 1988 | 10 augustus 1989 | LDP    |
|                                                              | Hiroshi Mitsuzuka | Hiroshi Mitsuzuka 三塚博 (1927–2004)     | Minister van Buitenlandse Zaken                | 3 juni 1989      | 10 augustus 1989 | LDP    |
|                                                              |                   | Tatsuo Murayama 村山達雄 (1915–2010)     | Minister van Financiën                         | 24 december 1988 | 10 augustus 1989 | LDP    |
|                                                              | Kazuho Tanikawa   | Kazuho Tanikawa 谷川和穂 (1930–2018)     | Minister van Justitie                          | 3 juni 1989      | 10 augustus 1989 | LDP    |
|                                                              | Seiroku Kajiyama  | Seiroku Kajiyama 梶山静六 (1926–2000)    | Minister van Economische Zaken                 | 3 juni 1989      | 10 augustus 1989 | LDP    |
|                                                              | Junichiro Koizumi | Junichiro Koizumi 小泉純一郎 (1942)      | Minister van Volksgezondheid en Welzijn        | 28 december 1988 | 10 augustus 1989 | LDP    |
|                                                              | Mitsuo Horiuchi   | Mitsuo Horiuchi 堀内光雄 (1930–2016)     | Minister van Arbeid                            | 3 juni 1989      | 10 augustus 1989 | LDP    |
|                                                              | Takeo Nishioka    | Takeo Nishioka 西岡武夫 (1936–2011)      | Minister van Onderwijs                         | 28 december 1988 | 10 augustus 1989 | LDP    |
|                                                              |                   | Shinjiro Yamamura 山村新治郎 (1933–1992) | Minister van Transport en Infrastructuur       | 3 juni 1989      | 10 augustus 1989 | LDP    |
|                                                              | Takeshi Noda      | Takeshi Noda 野田毅 (1941)               | Minister van Bouw en Constructie               | 3 juni 1989      | 10 augustus 1989 | LDP    |
|                                                              | Hisao Horinouchi  | Hisao Horinouchi 堀之内久男 (1924–2010)  | Minister van Landbouw, Bosbouw en Visserij     | 3 juni 1989      | 10 augustus 1989 | LDP    |
|                                                              | Kenzo Muraoka     | Kenzo Muraoka 村岡兼造 (1931–2019)       | Minister van Communicatie en Post              | 3 juni 1989      | 10 augustus 1989 | LDP    |
|                                                              | Taku Yamazaki     | Taku Yamazaki 山崎拓 (1936)              | Directeur- generaal van de JSDF                | 3 juni 1989      | 10 augustus 1989 | LDP    |
|                                                              | Yukihiko Ikeda    | Yukihiko Ikeda 池田行彦 (1937–2004)      | Directeur- generaal voor Administratieve Zaken | 3 juni 1989      | 10 augustus 1989 | LDP    |